# Les Challenges de la Marche Verte
Il Les Challenges de la Marche Verte è un evento di ciclismo su strada maschile composto da tre corse in linea che ha luogo annualmente in Marocco. Sin dalla loro creazione nel 2010 le tre gare tre gare fanno parte dell'UCI Africa Tour, nella categoria 1.2.

## Prove
Le prove in programma sono tre. La prima gara è il Grand Prix Sakia El Hamra; il secondo giorno viene svolto il Grand Prix Oued Eddahab; segue, al terzo e ultimo giorno, il Grand Prix Al Massira.

## Albo d'oro
Aggiornato all'edizione 2022.

### Grand Prix Sakia El Hamra
| Anno      | Vincitore           | Secondo           | Terzo              |
| --------- | ------------------- | ----------------- | ------------------ |
| 2010      | Mouhssine Lahsaini  | Adil Jelloul      | Tarik Chaoufi      |
| 2011      | non disputato       | non disputato     | non disputato      |
| 2012      | Tarik Chaoufi       | Abdelati Saadoune | Mouhssine Lahsaini |
| 2013      | Essaïd Abelouache   | Reda Aadel        | Anass Aït El Abdia |
| 2014      | Essaïd Abelouache   | Ismaïl Ayoune     | Adnane Aarbia      |
| 2015      | Salaheddine Mraouni | Essaïd Abelouache | Abdelati Saadoune  |
| 2016      | non disputato       | non disputato     | non disputato      |
| 2017      | Ahmed Galdoune      | Umberto Marengo   | Mattia De Mori     |
| 2018      | non disputato       | non disputato     | non disputato      |
| 2019      | Hermann Keller      | Batuhan Özgür     | Muhammet Atalay    |
| 2020-2021 | non disputato       | non disputato     | non disputato      |
| 2022      | Ahmed Al Mansoori   | Youssef Bdadou    | Mounir Makhchoun   |

### Grand Prix Oued Eddahab
| Anno      | Vincitore          | Secondo             | Terzo                    |
| --------- | ------------------ | ------------------- | ------------------------ |
| 2010      | Abdelati Saadoune  | Adil Jelloul        | Mohammaed Said El Amouri |
| 2011      | non disputato      | non disputato       | non disputato            |
| 2012      | Andris Smirnovs    | Tarik Chaoufi       | Soufiane Haddi           |
| 2013      | Adil Jelloul       | Ismaïl Ayoune       | Essaïd Abelouache        |
| 2014      | Mouhssine Lahsaini | Abdelati Saadoune   | Ismaïl Ayoune            |
| 2015      | Essaïd Abelouache  | Salaheddine Mraouni | Anass Aït El Abdia       |
| 2016      | non disputato      | non disputato       | non disputato            |
| 2017      | Ivan Balykin       | Jacob Tipper        | Ahmet Örken              |
| 2018      | non disputato      | non disputato       | non disputato            |
| 2019      | Jason Oosthuizen   | Batuhan Özgür       | Hermann Keller           |
| 2020-2021 | non disputato      | non disputato       | non disputato            |
| 2022      | Heiko Homrighausen | Ahmed Al Mansoori   | Youssef Bdadou           |

### Grand Prix Al Massira
| Anno      | Vincitore           | Secondo                 | Terzo                |
| --------- | ------------------- | ----------------------- | -------------------- |
| 2010      | Tarik Chaoufi       | Abdelati Saadoune       | Ismaïl Ayoune        |
| 2011      | non disputato       | non disputato           | non disputato        |
| 2012      | Ismaïl Ayoune       | Essaïd Abelouache       | Adil Jelloul         |
| 2013      | Ismaïl Ayoune       | Anass Aït El Abdia      | Anass Aït El Abdia   |
| 2014      | Aleksandar Aleksiev | Diego Bevilacqua        | Andrea Trovato       |
| 2015      | Abdelati Saadoune   | Salaheddine Mraouni     | Anass Aït El Abdia   |
| 2016      | non disputato       | non disputato           | non disputato        |
| 2017      | Ahmet Örken         | Mounir Makhchoun        | Salah Eddine Mraouni |
| 2018      | non disputato       | non disputato           | non disputato        |
| 2019      | Gustav Basson       | Ahmet Örencik           | Adil El Arbaoui      |
| 2020-2021 | non disputato       | non disputato           | non disputato        |
| 2022      | Jules de Cock       | Nasser Eddine Maatougui | Jarri Stravers       |